# 33806 Shrivastava
33806 Shrivastava este o planetă minoră (asteroid) din centura de asteroizi. A fost descoperită pe 6 decembrie 1999 la Experimental Test Site⁠(d) de Lincoln Near-Earth Asteroid Research. 
Obiectul prezintă o orbită caracterizată de o semiaxă mare de 2,4117149 UAi, o excentricitate de 0,05, o înclinație de 6,08301 ° în raport cu ecliptica.